# 华城发射台
华城发射台（朝鲜语：화성 송신소；）是位于韩国京畿道华城市的中波和短波发射台，隶属于韩国放送公社，建于1980年，用于对大韩民国和朝鲜民主主义人民共和国的中波和短波广播。

## 现有设备
华城发射台现有中波发射机1部，发射功率500千瓦，使用1134kHz，主要用于对朝鲜民主主义人民共和国播出KBS第3广播。4部100千瓦的短波发射机和15架天线。2007年1月，因短波发射机老化，华城发射台的短波频率停用，直到2010年1月，仅恢复使用6015kHz播出KBS韩民族放送，用于其他3个频率的短波发射机仍未恢复使用。

## 合作转播电台
- 韩国国际广播电台
- KBS韩民族放送

## 关联项目
- 韩国放送公社
- 华城市